# 俄館播遷

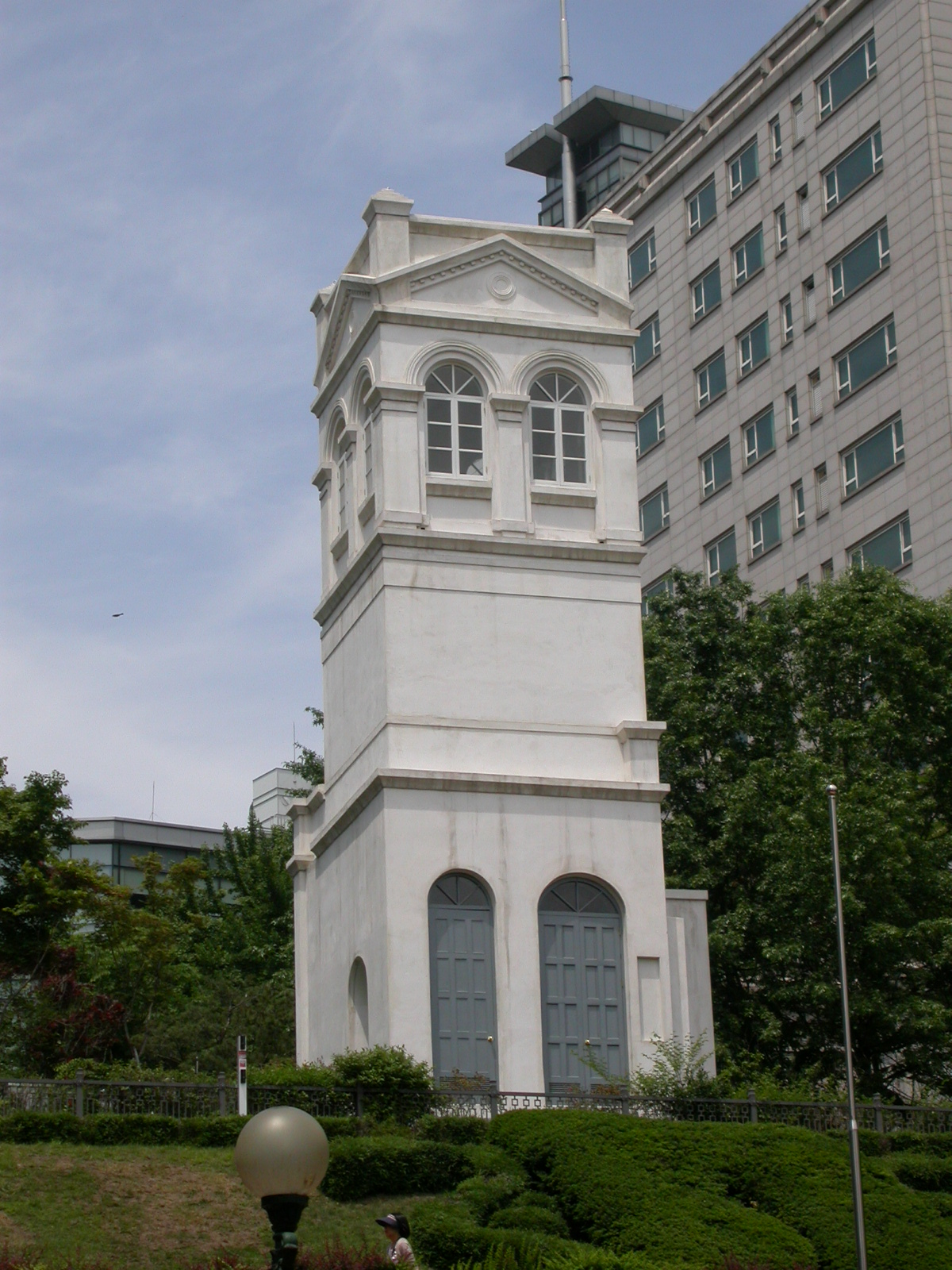
韓國首尔的俄罗斯公使馆旧址

俄館播遷（：／、／），亦稱高宗亡命俄館（俄语：Бегство Коджона в русскую миссию），是1896年2月11日至1897年2月20日朝鲜王朝国王高宗和其世子李坧从景福宫逃往俄羅斯帝國駐朝鮮公使館避难的事件。
高宗到达俄国公使馆后旋即发表声明说：“诸叛逆横行霸道，身负万罪，人人皆知，最近所颁命令，全非出于朕意。”并下令解散亲日内阁，逮捕亲日派大臣。此后，总理大臣金弘集和农商工大臣郑秉夏在被押送警务厅的路上被朝鲜民众和巡检打死。度支大臣鱼允中在逃往家乡的路上被义兵处死。内部大臣俞吉浚、法部大臣张博、前军部大臣赵义渊逃亡日本:200:177。日本人扶植的亲日内阁一夜之间颠覆。日本驻朝公使小村寿太郎因而哀叹：“天子为敌所夺，万事休矣！”
亲俄派此后建立了以尹容泰为总理大臣的亲俄内阁。新内阁调回了镇压义兵的官兵，并免征贡税，宣布民众对断发令可以“从便为之”:200。
1897年2月20日，高宗離開俄國公使館，返回慶運宮。

## 背景
1895年10月8日，乙未事变爆發，朝鲜高宗的王妃閔妃被日本人殺害。11月28日，在俄美兩公使館潜伏的李範晋、李学均、李允用、李完用联合美国籍侍衛隊教官、宣教師等计划挟持朝鲜高宗，杀死金弘集总理。联络親衛隊大隊長李軫鎬卻遭到密告，结果失敗，各自逃回俄美公使館，史稱春生門事件。
1896年1月31日，儒生李弼熙发表檄文。當時，乙未義兵在多處起事。
2月5日，李範晋在俄罗斯帝国支持下，指示春川市、忠清道民眾暴動，切断日本電線。2月10日，107名俄羅斯帝國海軍水兵，20名后勤兵携带大炮一門进入汉城，俄羅斯兵共計150名。
有個叫金明載的人將一封信交給宮女嚴氏，再由嚴氏呈給高宗，信中內容是各大臣和日本人将废掉高宗，建议到俄罗斯公使馆避难。

## 過程
1896年2月11日，高宗与世子（后来的朝鲜纯宗）乘坐宮女用轿子进入俄罗斯公使館。高宗隨後發布勅令，提到：
1. 特赦杀害閔妃事件犯人趙羲淵[8]、禹範善[9]、李斗璜[10]、李軫鎬、李範来及権濚鎮。閔妃殺害事件重新调查、在汉城发行英文雑誌报道調査結果[11]。
2. 新内閣公示：总理大臣金炳始、内部大臣朴定陽、軍部大臣兼警務使李允用、法部大臣趙秉稷、学部大臣李完用、宮内大臣李載純。[12]當時俄罗斯駐朝公使為卡尔·伊万诺维奇·韦伯。

其後，趙羲淵、兪吉濬、張博、李軫鎬等流亡日本。前总理金弘集与前農工商大臣鄭秉夏在警務厅前被民众殺死、遺体被焚。
2月18日，仁川4000余名暴徒捣毁官衙官宅。2月21日，各地暴動、内部參書官徐相集与申大均指示地方坡州、開城、驪州郡、利川等镇压乱民。
2月22日，更新内閣体制。李範晋任法部大臣兼警務使，开始肃清兴宣大院君派。3月16日，大院君一派、漢城府観察使金经夏、呂圭亨等从犯等数十名被逮捕、裁判。
3月27日，美国获得雲山金矿採掘权、京仁線鋪設權 、漢城電灯／電話／電車鋪設權。
4月22日，俄罗斯取得慶源、鍾城两地矿山採掘权。5月14日，日本、俄罗斯間就朝鮮問題签订《第1次日俄議定書調印》
5月22日，原本被判流刑10年的閔泳駿（後改名閔泳徽）被赦免。
6月9日，日本、俄罗斯間就朝鮮問題签订《第2次日俄議定書調印》。6月12日， 俄罗斯取得月尾島西南地段（44,316m² 年銀貨361元）租借契約。
6月22日，李範晋任驻美国公使。7月，俄羅斯帝國的盟友法蘭西第三共和國取得京義線敷設权。8月20日，發布《機械厂雇傭俄罗斯技工契約》（機械士官Remnev每年銀貨200元）。
9月，俄罗斯取得图们江上流地域、鴨緑江上流地域、鬱陵島、茂山的森林采伐权。11月21日，旧臣向高宗提出還宮請願計画，未獲同意。
1897年1月，高宗聘俄罗斯人N. Birukov（Н. Бируков）為俄語教師。2月13日，簽訂《機械厂俄罗斯技工雇傭契約》（雇傭期間3年，俸給毎月銀貨260元，另路費500元、歸路費800元、退職金2,000元）。
2月20日，高宗離開俄國公使館，返回慶運宮。

## 後續發展
1897年10月12日，改国号大韩帝国，高宗称帝。10月20日，高宗第7子李垠誕生（母严氏一直随高宗同行）。